# Virslīga 2000
In 2000 werd het 26ste voetbalseizoen gespeeld van de Letse Virslīga. De competitie werd gespeeld van 8 april tot 4 november, Skonto werd kampioen. 

## Eindstand
| Plaats | Club               | Wed. | W  | G | V  | Saldo | Ptn. |
| ------ | ------------------ | ---- | -- | - | -- | ----- | ---- |
| 1.     | Skonto Riga        | 28   | 24 | 3 | 1  | 86-10 | 75   |
| 2.     | FK Ventspils       | 28   | 19 | 8 | 1  | 55-20 | 65   |
| 3.     | Liepājas Metalurgs | 28   | 16 | 7 | 5  | 51-25 | 55   |
| 4.     | Dinaburg FC        | 28   | 10 | 5 | 13 | 32-32 | 35   |
| 5.     | FK Riga            | 28   | 9  | 4 | 15 | 35-47 | 31   |
| 6.     | Valmieras FK       | 28   | 5  | 9 | 14 | 25-48 | 24   |
| 7.     | Policijas FK       | 28   | 4  | 4 | 20 | 13-62 | 16   |
| 8.     | LU/Daugava         | 28   | 2  | 6 | 20 | 21-74 | 12   |

|  | Kampioen, geplaatst voor eerste voorronde UEFA Champions League 2001/02 |
|  | Geplaatst voor voorronde UEFA Cup 2001/02                               |
|  | Geplaatst voor eerste ronde Intertoto Cup 2001                          |
|  | Degradatie                                                              |

## Kampioen
| Virslīga 2000              |
| Letland                    |
| -------------------------- |
| SKONTO Kampioen (9° titel) |